# Eriogonum bicolor
Eriogonum bicolor är en slideväxtart som beskrevs av Marcus Eugene Jones. Eriogonum bicolor ingår i släktet Eriogonum och familjen slideväxter. Inga underarter finns listade i Catalogue of Life.